# John Denniston Patton
John Denniston Patton (* 28. November 1829 in Indiana, Indiana County, Pennsylvania; † 22. Februar 1904 ebenda) war ein US-amerikanischer Politiker. Zwischen 1883 und 1885 vertrat er den Bundesstaat Pennsylvania im US-Repräsentantenhaus.

## Werdegang
John Patton besuchte die öffentlichen Schulen seiner Heimat und arbeitete danach einige Jahre als Gerber. Danach wurde er in seiner Heimatstadt Indiana im Handel tätig. Politisch wurde er Mitglied der Demokratischen Partei. Bei den Kongresswahlen des Jahres 1882 wurde er im 25. Wahlbezirk von Pennsylvania in das US-Repräsentantenhaus in Washington, D.C. gewählt, wo er am 4. März 1883 die Nachfolge von James Mosgrove antrat.
Da Patton im Jahr 1884 auf eine weitere Kandidatur verzichtete, konnte er bis zum 3. März 1885 nur eine Legislaturperiode im Kongress absolvieren. Nach seiner Zeit im US-Repräsentantenhaus zog er sich in den Ruhestand zurück. John Patton starb am 22. Februar 1904 in seiner Geburtsstadt Indiana, wo er auch beigesetzt wurde.